# Jutnička
Jutnička, полное наименование — Jutnička – Nowiny za Serbow (Утрення звезда, Утренняя звезда – Новости для лужичан) — литературная газета на верхнелужицком языке, выходившая несколько месяцев в 1842 году в городе Баутцен, Королевство Саксония. Газета сыграла важную роль в возрождении серболужицкого национального самосознания. До июня 1842 года было выпущено 26 номеров газеты. 
Осенью 1841 года серболужицкие общественные деятели и писатели Гандрий Зейлер, Ян Смолер и Ян Йордан приняли совместное решение об издании газеты на верхнелужицком языке. Издание газеты было поручено книготорговцу Шлюсселю в Баутцене. 
Первый номер тиражом в тысячу экземпляров вышел 8 января 1842 года под названием «Jutřničžka. Nowiny za Serbow. W Budyšinje wjedźene wot J. P. Jordana, wudawane wot Wellerec kniharnje, ćišćane pola C. G. Hiecki». С третьего номера газета стала именоваться как «Jut'ničžka».
Редакцией газеты и её изданием занимался Ян Йордан, который применял на её страницах особую орфографию, позднее усовершенствованную Корлой Енчем и Михалом Горником. 
Газета выпускалась на четырёх страницах, на которых публиковались оригинальные очерки и переводы различных небольших литературных произведений главным образом с чешского и словацкого языков.  Также публиковались различные заметки о домохозяйстве и сельском производстве. 
На страницах газеты публиковали свои произведения Гандрий Зейлер (под псевдонимом Boršćan), Корла Мосак-Клосопольского, Кжесчан Пфуль (под псевдонимом Łužan), Михал Бук, Ян Мельда и Ян Арношт Смолер (под псевдонимом Serbosław). 
С июня 1842 года газета перестала издаваться, после того как городской совет Баутцена выделил средства Яну Йордану для официального новостного  издания. 2 июля 1842 года Ян Йордан стал выпускать газету «Tydźeń», которая стала преемницей газеты «Jutnička». 
Осенью 1842 года Ян Йордан выпустил в Лейпциге два номера литературного журнала «Serbska Jutnička». 